# 沃丁
商昭王沃丁（？—？），亦称羌丁，子姓，名绚，是商朝的第六任君王。他是太甲之子，太丁之孙。沃丁在父王太甲去世後繼位，在位期間，輔政功臣伊尹去世，咎單接管政事，作《沃丁》訓王。沃丁死後，弟太庚繼位。

## 生平
沃丁繼位時，仍以伊尹為相。沃丁在位期間，輔政功臣伊尹去世，沃丁將其葬於亳都附近。伊尹之後，沃丁以咎單為卿士，即宰相。咎單也是商湯時老臣，他輔佐朝政，仍然採取伊尹節用寬民的政策，篤行湯法。並且寫作《沃丁》，用以警醒沃丁，發揚祖制，以德治商。沃丁在位29年去世，死後由弟太庚即位。

## 舉措
古代帝王祭祀時，牛、羊、豬三牲全備為太牢；諸侯祭祀只備羊、豬，稱少牢。所以有時太牢專指牛。天子除祭祀天地、社稷外，一些小的祭祀也可用少牢。由此可見，沃丁對伊尹這位五朝右相的敬重。

## 在位年數
現今流傳文獻記載的沃丁在位年數有3種說法：
- 在位19年，《今本竹書紀年》。
- 在位29年，《資治通鑑外紀》、《資治通鑑前編》、《通志》、《皇極經世》、《文獻通考》。
- 在位30年，《冊府元龜》。